# Kanton Chalonnes-sur-Loire
Der Kanton Chalonnes-sur-Loire ist seit 1790 ein französischer Wahlkreis in den Arrondissements Angers und Segré im Département Maine-et-Loire und in der Region Pays de la Loire; sein Hauptort ist Chalonnes-sur-Loire.

## Gemeinden
Der Kanton besteht aus 13 Gemeinden und Teilgemeinden mit insgesamt 34.869 Einwohnern (Stand: 1. Januar 2022) auf einer Gesamtfläche von 456,87 km²:
| Gemeinde                      | Einwohner 1. Januar 2022 | Fläche km² | Dichte Einw./km² | Code INSEE | Postleitzahl | Arrondissement |
| ----------------------------- | ------------------------ | ---------- | ---------------- | ---------- | ------------ | -------------- |
| Bécon-les-Granits             | 2.781                    | 46,17      | 60               | 49026      | 49370        | Segré          |
| Chalonnes-sur-Loire           | 6.541                    | 38,56      | 170              | 49063      | 49290        | Angers         |
| Champtocé-sur-Loire           | 1.837                    | 36,76      | 50               | 49068      | 49123        | Angers         |
| Chaudefonds-sur-Layon         | 941                      | 14,77      | 64               | 49082      | 49290        | Angers         |
| Denée                         | 1.448                    | 15,60      | 93               | 49120      | 49190        | Angers         |
| Erdre-en-Anjou                | 2.009                    | 22,55      | 89               | 49367      | 49220, 49370 | Segré          |
| Ingrandes-le-Fresne-sur-Loire | 3.069                    | 25,66      | 120              | 49160      | 49123        | Angers         |
| La Possonnière                | 2.478                    | 18,36      | 135              | 49247      | 49170        | Angers         |
| Rochefort-sur-Loire           | 2.332                    | 27,80      | 84               | 49259      | 49190        | Angers         |
| Saint-Augustin-des-Bois       | 1.283                    | 27,28      | 47               | 49266      | 49170        | Segré          |
| Saint-Georges-sur-Loire       | 3.787                    | 33,36      | 114              | 49283      | 49170        | Angers         |
| Saint-Germain-des-Prés        | 1.396                    | 19,76      | 71               | 49284      | 49170        | Angers         |
| Val d’Erdre-Auxence           | 4.967                    | 130,24     | 38               | 49183      | 49370        | Segré          |
| Kanton Chalonnes-sur-Loire    | 34.869                   | 456,87     | 76               | 4910       | –            | –              |

1. ↑   Nur die Fläche der ehemaligen Gemeinde La Pouëze, der Rest gehört zum Kanton Tiercé.

Bis zur landesweiten Neugliederung der Kantone 2015 bestand der Kanton Chalonnes-sur-Loire aus fünf Gemeinden auf einer Fläche von 111,92 km²: Chalonnes-sur-Loire (Hauptort), Chaudefonds-sur-Layon, Denée, Rochefort-sur-Loire und Saint-Aubin-de-Luigné. Er besaß vor 2015 den INSEE-Code 4908.

## Veränderungen im Gemeindebestand seit 2016
2024:
- 1. Januar: Fusion Ingrandes-Le Fresne sur Loire und Saint-Sigismond → Ingrandes-Le Fresne sur Loire

2016:
- 15. Dezember: Fusion La Cornuaille, Le Louroux-Béconnais und Villemoisan → Val d’Erdre-Auxence
- 1. Januar: Fusion: Ingrandes und Le Fresne-sur-Loire (Département Loire-Atlantique) → Ingrandes-Le Fresne sur Loire
- 1. Januar: Fusion: Saint-Aubin-de-Luigné und Saint-Lambert-du-Lattay (Kanton Chemillé-Melay) → Val-du-Layon

2015:
- 28. Dezember: Fusion La Pouëze, Brain-sur-Longuenée (Kanton Tiercé), Gené (Kanton Tiercé) und Vern-d'Anjou (Kanton Tiercé) → Erdre-en-Anjou

### Bevölkerungsentwicklung
| 1962 | 1968 | 1975 | 1982 | 1990   | 1999   | 2008   | 2012   |
| ---- | ---- | ---- | ---- | ------ | ------ | ------ | ------ |
| 7994 | 8458 | 8875 | 9849 | 10.146 | 10.624 | 11.952 | 12.417 |